# Fly (에이브릴 라빈의 노래)
"Fly"는 캐나다 가수인 에이브릴 라빈의 곡이다. 이 곡은 2015년 4월 16일날 스페셜 올림픽 레이블에서 디지털 다운로드로만 발매를 했다. 에이브릴 라빈은 이 곡을 에이브릴 라빈 자선단체에 자선 싱글로 발매를 했으며, 2015년 스페셜 올림픽을 지지하는 곡이다. 이 곡은 에이브릴 라빈, 채드 크로거, 데이비드 호지스가 작곡한 곡이다.

## 배경과 발매
"Fly"는 에이브릴 라빈의 5번째 스튜디오 앨범 Avril Lavigne 을 낼 동안 녹음을 했던 곡이다. 이 곡은 2012년에 앨범에 넣을 의향이 있었지만, 마지막 트랙검수에서 빠졌다. 에이브릴 라빈은 인터뷰에서 언급을 했고, 그녀의 팬들에게 제안을 하였고, 그녀는 자선 싱글로 발매하기로 했다. 이 곡의 가사는 장애를 가진 분에게 어떤 것이든 극복할 수 있는 힘을 주는 것이다. 본래, 이 곡은 많은 프로듀서들과 만들었지만 에이브릴 라빈은 기본적인것만 남기고,보컬 중심 버전으로 만들었다. 에이브릴 라빈에 따르면, 이 곡은 "피아노, 오케스트라, 킥 드럼"으로 구성되어있다고 했다."

## 뮤직 비디오
"Fly"의 뮤직 비디오는 에이브릴 라빈과 롭 디플이 감독했다. 이 영상은 굿모닝 아메리카에서 2015년 4월 16일 초연을 했으며, 여러 스페셜 올림픽 영상들과 에이브릴 라빈이 노래를 녹음 하는 장면이 담겨있다.

## 곡 제작 참여
- 에이브릴 라빈 – 리드 보컬, 작곡가, 프로듀서
- 크리스 베이스포드 – 프로듀서, 오디오 엔지니어, 뮤직 프로그래밍
- 채드 크로거 – 작곡가, [[기타]
- 데이비드 호지스 – 작곡가, 백 보컬, 피아노
- 필립 잔킨 – 바이올린
- 앤드류 슈베르트 – 추가 엔지니어링
- 아담 채그논 – 추가 엔지니어링
- 크리스 로드-알지 LA에서 믹스 ( 오디오 믹싱 )
- 키스 암스트롱 – 추가 믹싱
- 닉 카펜 – 추가 믹싱
- 테드 젠슨 – 마스터링